# Véronique Rivière
Pour les articles homonymes, voir Rivière (homonymie).
Ne doit pas être confondu avec Constance Rivière.
Véronique Rivière est une chanteuse et comédienne française, née le 5 février 1959 à Suresnes.
Fille d'Alexandre Tarta, réalisateur de télévision et d'une mère journaliste, elle commence sa carrière en jouant de petits rôles dans quelques téléfilms, puis, en 1982, en chantant au Café de la Gare, alors animé par Romain Bouteille.
Au cours de sa carrière, elle sort six albums (LP ou CD) et plusieurs 45 tours, comme Capitaine en 1989 ou Michaël en 1992.
Elle est retenue pour reprendre le rôle de Francesca Lavie créé par Diane Tell, dans la comédie musicale Je m'voyais déjà. Cette comédie musicale juke-box, écrite par Laurent Ruquier et mise en scène par Alain Sachs, créée en 2008 à Paris, réunit plusieurs artistes comme Jonatan Cerrada, Arno Diem ou Pablo Villafranca autour des chansons de Charles Aznavour.

## Discographie
- 1987 - Et vice verseau (LP Phonogram/Philips 832 899). réédité en CD
- 1989 - Véronique Rivière (LP Polydor 841 482). réédité en CD
- 1992 - Mojave (CD Remark/Polygram 513 282)
- 1996 - En vert et contre tout (CD DBF Music/Tréma-Sony 710 717)
- 2005 - Éponyme (Tacet Production 05 0101/Mosaic Music)

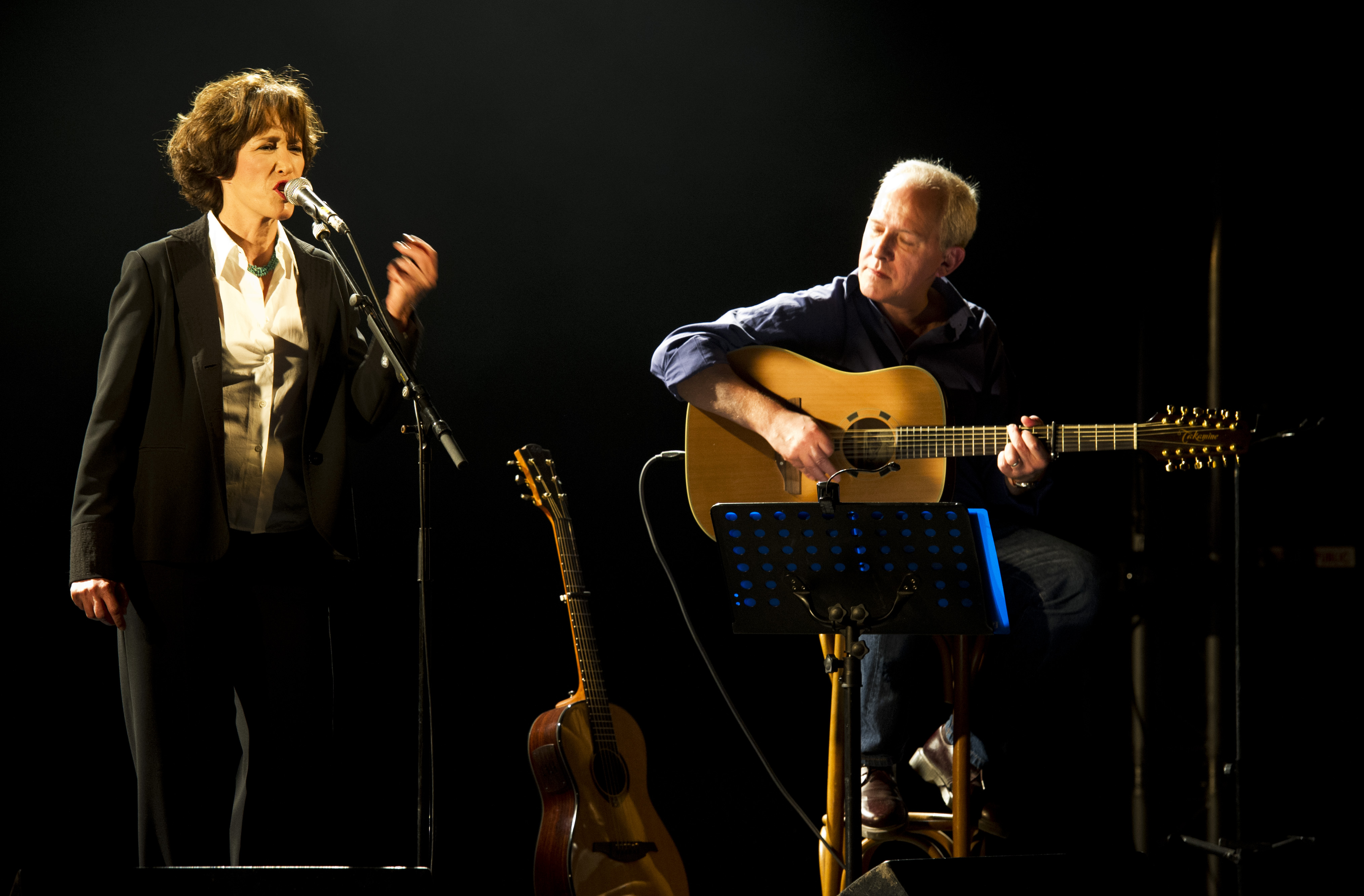
Véronique Rivière accompagnée par Michel Haumont, lors d'un concert en mars 2012.

- 2011 - Aquatinte (Edina Music)

## Filmographie partielle

### Cinéma
- 1981 : Les matous sont romantiques de Sotha : Jeanne Trois
- 1980 : T'inquiète pas, ça se soigne de Eddy Matalon : Véronique Duval

### Télévision
- 1980 : Cinéma 16 (TV Séries) - épisode : Les filles d'Adam d'Eric Le Hung : Marie-Paule

## Doublage

### Cinéma

#### Films
- 1989 : Fatal Games : Betty Finn (Renée Estevez)
- 1993 : Les Aventures de Huckleberry Finn  : Mary Jane Wilks (Anne Heche)

#### Films d'animation
peau d’âne : fée des lilas 
- 1962[1] : Sinbad le Marin : enfants
- 1969[2] : Le Chat botté : une souris
- 1986 : Ivanhoé : Lady Rowena
- 1997 : Hercule : voix additionnelle

### Télévision

#### Téléfilm
- 2014 : La Vie en jeu : ? ( ? )

#### Séries télévisées
- Cariba Heine dans :
  - H2O (2006-2010) : Rikki Chadwick (78 épisodes)
  - Dance Academy (2010-2013) : Isabelle (9 épisodes)
  - Les Sirènes de Mako (2016) : Rikki Chadwick (saison 3, épisodes 15 et 16)

- 1987-1991 : Les Années collège : Melanie Brodie (Sara Ballingall (en)) (55 épisodes)
- 2019 : Lucifer : la commissaire-priseur [Qui ?] (saison 4, épisode 4)
- 2022 : The Righteous Gemstones : Diane Jebels (Rhoda Griffis) (saison 2, épisode 1)
- 2022 : Les Enquêtes de Vera :   Olivia Parmer (Frances Grey (en)) (saison 11, épisode 5)

#### Séries d’animation
- 1970-1971[3] : Les Attaquantes : la mère d'Alice, Camille, Monica, Nora et Nathalie Fontanelle
- 1977 : Smash[4] : personnages secondaires
- 1981-1982[5] : Sandy Jonquille : Paul
- 1986 : Collège Galaxie[6] : Aimée
- 1988 : Superman[7] : Mademoiselle Nukoa (épisode 3), Miss Rosemary (épisode 4)
- 1991 : Sandokan : Lady Mariana
- 1994[8] : Armitage III : Lavinia Whatley
- 2000-2003 : Hamtaro : Bijou, Librius, Pénélope